# Stephanie Hodge
Stephanie Hodge (* 24. Dezember 1956 in Wilmington, Ohio) ist eine US-amerikanische Schauspielerin.

## Leben
Hodge wuchs mit ihrer Familie in Wilmington im US-Bundesstaat Ohio auf. Nach der High School besuchte sie das Wilmington College und danach die Ohio State University, an der sie an einem Theaterkurs teilnahm. Im Anschluss startete sie ihre künstlerische Laufbahn als Schauspielerin und trat u. a. am Guthrie Theatre in Minneapolis, Minnesota auf. Sie lebte bis 1986 in Minnesota und zog dann nach Los Angeles, Kalifornien, wo sie im Igby’s Club in West Los Angeles auftrat.
Sie spielte in einigen Sitcoms und Serien sowie in einer Reihe von Filmen mit. Ihr größter Karriereerfolg war sicherlich die Rolle der Jenny Malloy in der Sitcom Auf schlimmer und ewig, die sie in den ersten vier Staffeln der Serie verkörperte, bevor sie die Serie in der fünften Staffel verließ.
Hodge ist mit Lance Lyon verheiratet. Die gemeinsame Tochter wurde am 7. Juli 1997 geboren.

## Filmografie (Auswahl)
- 1989: I Madman
- 1991–1993: Hallo Schwester! (Nurses, Fernsehserie)
- 1994: Muddling Through (Fernsehserie)
- 1995–1998: Auf schlimmer und ewig (Unhappily Ever After, Fernsehserie)
- 1999: King of the Hill (Fernsehserie)
- 2001: Evolution (Kinofilm)
- 2003: Reba (Fernsehserie)
- 2004, 2023: Navy CIS (NCIS, Fernsehserie)
- 2004: Explosionsgefahr: Eine Stadt am Abgrund (Combustion, Fernsehfilm)
- 2005: Hotel Zack & Cody (The Suite Life of Zack & Cody, Fernsehserie)
- 2005: Twins (Fernsehserie)
- 2006: Familienstreit de Luxe (The War at Home, Fernsehserie)
- 2008: Der Ja-Sager (Yes Man, Kinofilm)
- 2010: Meine Schwester Charlie (Good Luck Charlie, Fernsehserie)